# Jean IV d'Amboise

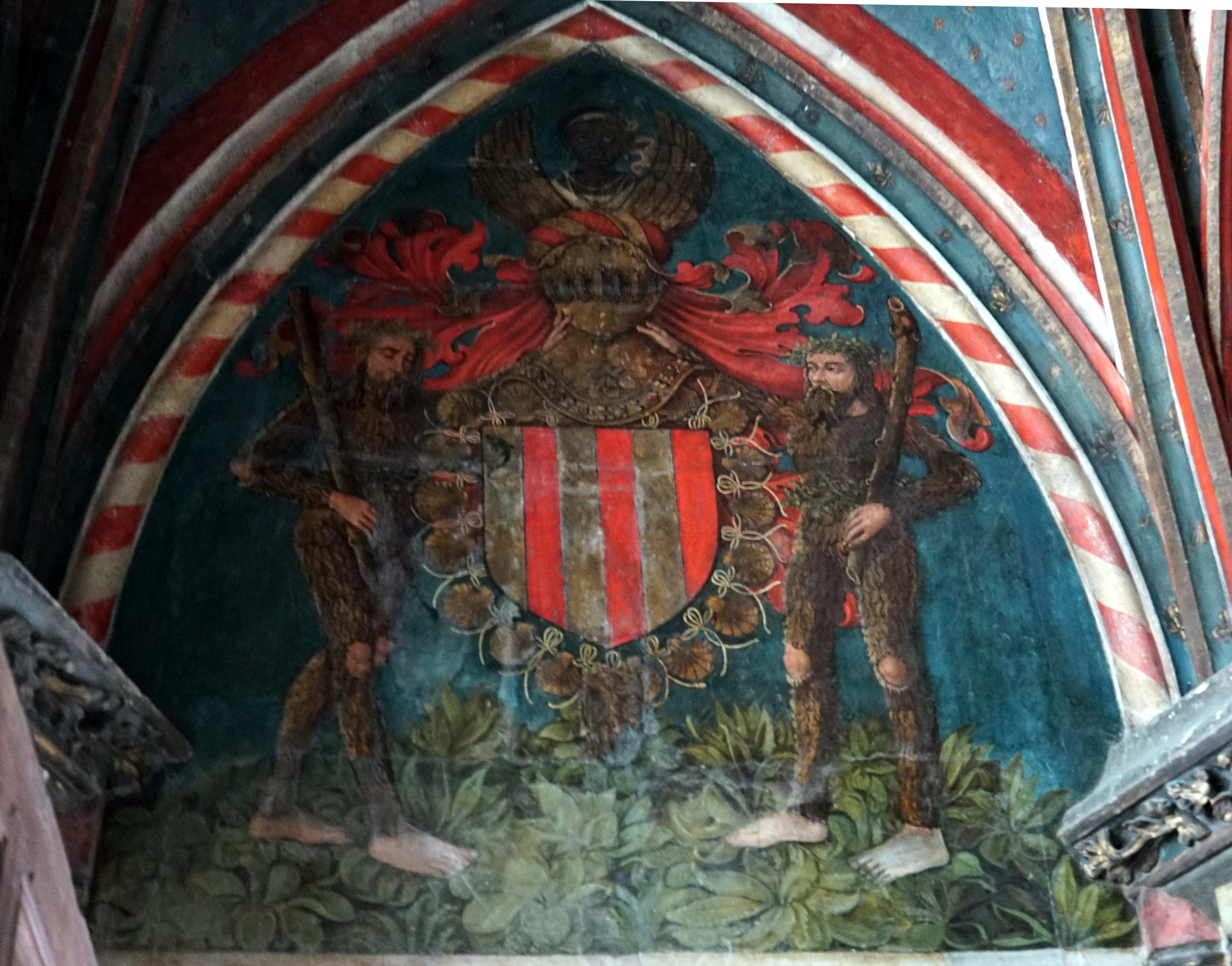
Armoiries de Jean IV d'Amboise, seigneur de Bussy, situées dans la Basilique Saint-Jean-Baptiste de Chaumont, où l'on voit un dauphin d'azur sur le premier pal.

Jean IV d'Amboise, né vers 1440, et mort le 27 septembre 1522, est à l'origine de la branche des Clermont (de Chaumont) d'Amboise (d'où les Bussy d'Amboise).

## Biographie

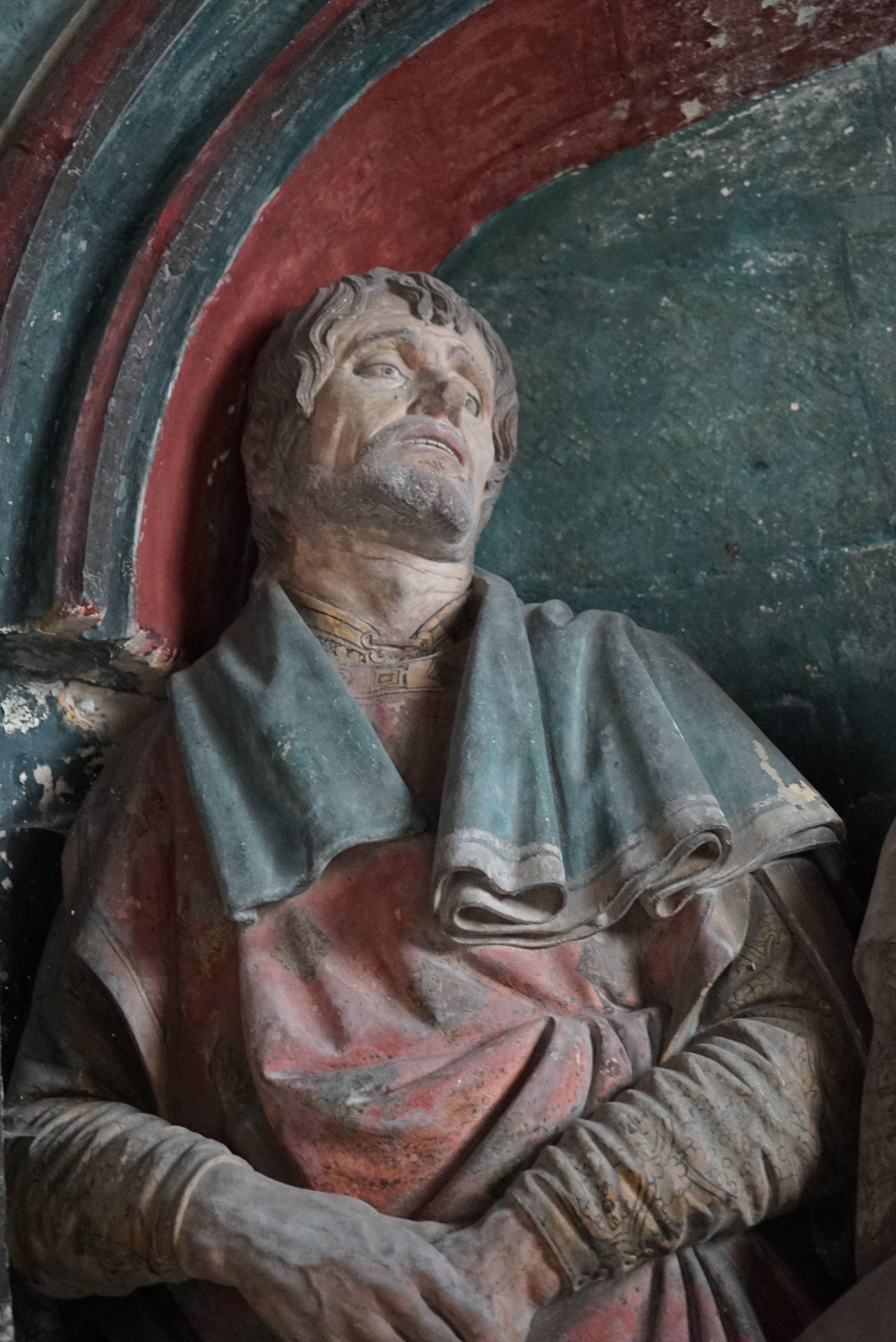
Jean IV d'Amboise, seigneur de Bussy. Détail de la mise au tombeau de Chaumont.

Il est le fils de Pierre d'Amboise, gouverneur de Touraine, et d'Anne de Bueil, dame d'Aubijoux, fille du comte de Sancerre Jean.
Il fut conseiller, et chambellan, du roi Louis XI, gouverneur de Normandie, bailli de Chaumont en Bassigny, (en 1500), capitaine et gouverneur de Saint-Dizier, et chevalier de l'ordre de Saint-Michel.
Il fut le seigneur le plus puissant du Bassigny, où il possédait de nombreuses seigneuries telles que : Reynel, Choiseul, Lafauche,  Vavray-le-Grand, Blaise, Vignory,  Sexfontaines, etc. Par sa femme, il avait hérité de tous les biens des familles de Saint-Belin et de Baudricourt (cf. Robert). Il habitait Reynel et plusieurs de ses enfants y sont nés. Il avait échangé une partie de ses biens en Touraine avec son neveu, Charles II d'Amboise de Chaumont
contre la seigneurie de Reynel. Il conservait cependant d'autres seigneuries en Touraine, comme Les Bordes, etc.

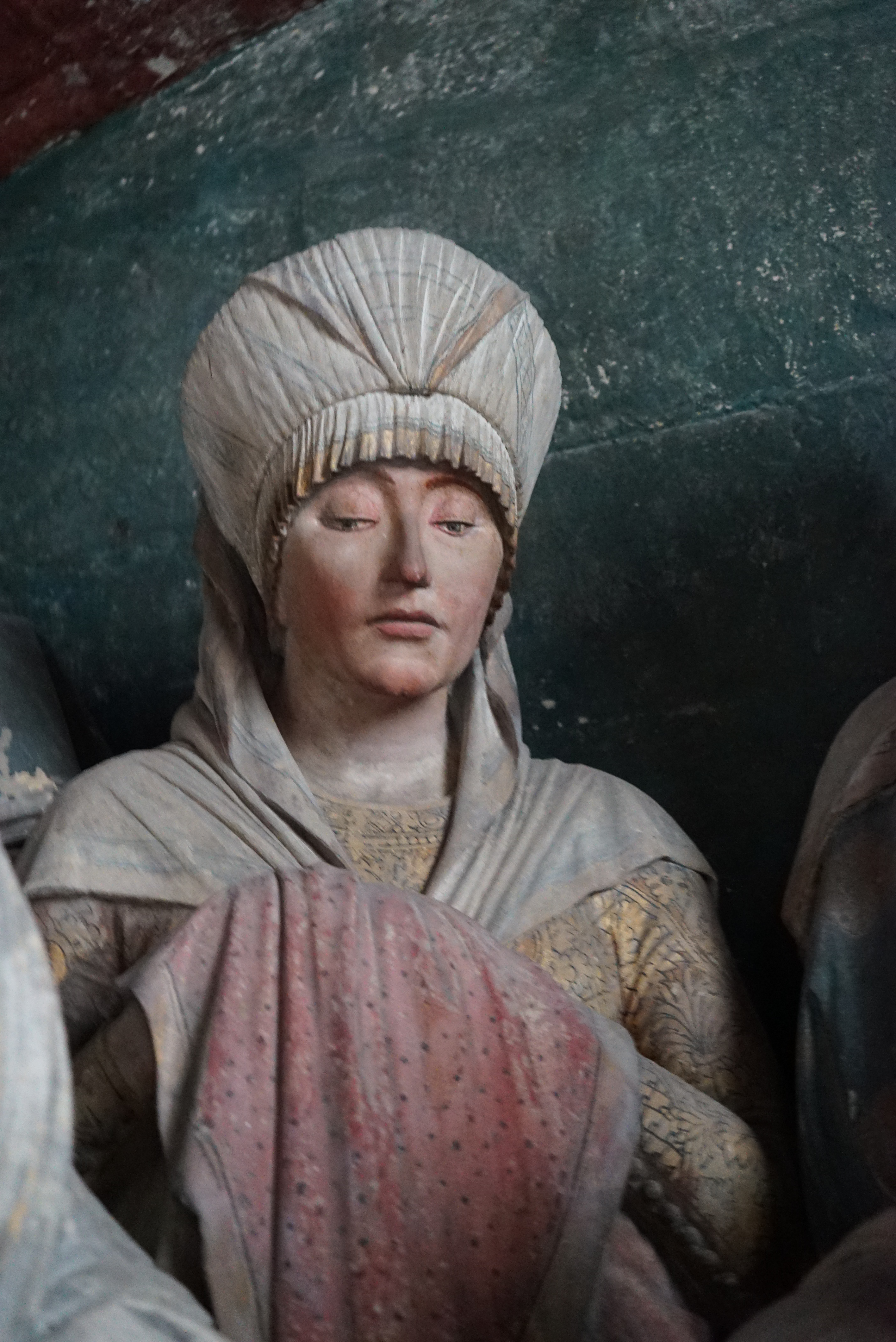
Catherine de Saint-Belin. Détail de la mise au tombeau de Chaumont.

Il s'est marié le 30 juin 1474, avec Catherine de Saint-Belin. Ils eurent 16 enfants. Jean IV eut, en plus, un bâtard nommé Gentien d'Amboise, évêque de Tarbes.
Ses enfants furent: 
- Jacques (1475-1515), mort à Marignan.
- Jean V d'Amboise, évêque de Langres (1477-1498)
- Georges II d'Amboise, archevêque, puis cardinal de Rouen (1480-1550)
- Geoffroy d'Amboise, abbé de Cluny (1483-1518)
- Charles, colonel d'infanterie (1485-?)
- Jacques, seigneur de Vavray, mort à Pavie (1486-1525)
- Bernard, mort jeune.
- Robert, mort jeune.
- Louis, mort jeune.
- Renée, dame de Bussy et de Saxefontaine (1479-1561) mariée à Louis de Clermont, fils de René de Clermont-Gallerande, et de Perrette d'Estouteville (sœur de Jacques), d'où les Clermont d'Amboise et Bussy d'Amboise.
- Françoise, mariée, en 1re noces, à Grisegonnelle Frotier de Preuilly, et en 2de noces, à François de Volvire de Ruffec (1480-1515)
- Charlotte, mariée à Pierre de Beauffremont, sgr de Sénecay.
- Marie, abbesse de la Trinité, à Poitiers, décédée le 8 février 1537.
- Anne, abbesse de l'abbaye de Sainte-Ménéhould.
- Madeleine, religieuse à l'abbaye de Sainte-Ménéhould.
- Marguerite, religieuse à l'abbaye de Sainte-Ménéhould.

Chevalier d'honneur de la reine, il fut avec le chevalier Bayard l'un des plus braves chevaliers de son temps. Il participa, au début du XVIe siècle à toutes les guerres que menèrent les rois de France, tant en France, qu'en Italie.
Le 5 avril 1484, Anne de Beaujeu, régente, lui confie, avec Philippe Pot, lieutenant du roi en Bourgogne, la réforme des cours souveraines de Bourgogne.
Au mois de janvier 1487, soupçonné de complot, il est arrêté par la régente Anne de Beaujeu, avec son frère, l'évêque de Montauban, Georges d'Amboise, futur premier ministre de Louis XII.
D'après le livre de Jean d'Auton, Jean IV d'Amboise assistait le 11 octobre 1503, avec son frère Emery d'Amboise aux obsèques du "bon" duc, Pierre de Bourbon ( Louis de Luxembourg, comte de Ligny ), dans l'église Saint-Jean de Lyon, à Mâcon.
En juin 1507, il est présent à Savone, pour la rencontre du roi d'Aragon et de Louis XII, après la révolte de Gênes.
Il participait le 16 février 1514, à l'entrée solennelle du roi François Ier dans Paris, et, en tant qu'ancien chevalier de l'ordre, il figurait, en tête du défilé, qui regroupait plusieurs centaines de chevaliers. Il était aussi, à ses côtés, à la bataille de Marignan, où il perdit son fils aîné Jacques d'Amboise. Il était le frère de Georges d'Amboise, qui fut cardinal et premier ministre de Louis XII. Il accompagna, son frère, dans tous ses déplacements, et, notamment à Rome, Naples et Milan.
Il seconda son neveu Chaumont d'Amboise dans toutes ses guerres d'Italie.
Il participa à la construction du beau sépulcre de l'église Saint-Jean-Baptiste de Chaumont, fondée en 1471, par sa belle-mère Marguerite de Baudricourt, veuve de Geoffroy de Saint-Belin, en son vivant bailli de Chaumont. Ce tombeau est surmonté des armes de Baudricourt, encadrée, à senestre, des armes de Saint-Belin et, à dextre, des armes d'Amboise qui sont également peintes sur le mur opposé de la chapelle, que Jean IV d'Amboise a fondée. " C'est à Jean IV d'Amboise, seigneur de Bussy, et à sa femme, que l'on est redevable de la plus grande partie de l'un des sépulcres français les plus intéressants, avec l'arrangement, unique, de son sarcophage, en contrebas, et un style d'une complexité inusuelle, où se mêlent des influences bourguignonnes, germaniques et italiennes."